# 大砲岩
大砲岩是台灣北端台北盆地北側大屯火山群原為形似一門大砲的一塊巨石，日治時也稱為鐵砲岩、天狗岩，自1930年代早期迄今為台灣攀岩運動歷史上啟蒙的重要據點，位在台北市北投區，陽明山國家公園內，大屯山系南側的烏尖連峰（即大砲岩、丹鳳岩、熱海岩場、軍艦岩、唭哩岸山等一連串露出巨岩）。其北側有北投社原住民自16世紀末至西班牙、荷蘭、:74-77清治時即有開採硫礦的硫磺谷硫氣孔煙霧奇景，東側有七星山紗帽山等火山遺跡，西側可遠觀觀音山夕照，位在石壇山登山步道途中，自日治以來即為頂北投的著名地標。:32此岩原深埋在海底沉積地層中受火山作用形成，其周圍為軟質海山統砂岩，經千萬年的抬升風化而露出深藏其中全塊火成的安山岩本體，石質堅硬無比。:25:237大砲岩在台灣登山史及攀岩史上有重要的意義，在20世紀時是很多爬岩好手的啟蒙岩，:130在攀岩界的努力下已開發出上百條的攀登路線。

## 大砲岩遭炸毀
大砲岩歷經千萬年來地質力量的雕琢形塑，外型原為一門近十米高巨砲的形狀。其北方正對面隔著硫磺谷有座圓大而胸部挺起、山腹凸出、有如哈哈笑面彌勒菩薩的山頭，山下法雨寺住持說此山叫做「彌勒山」（或彌陀山，別名十八份山、大竿林山），戰後1950年代為向時任總統蔣中正祝壽，此山被更名「中正嶺」:3並植樹排出每字各廣達一百公尺見方的「中正」二字（後又更名為中正山）。大砲岩凸出五公尺長的砲管直接對準此山而被認為大不敬，:130在1957年以前其砲管遭炸毀，自然奇景就此永久消失。:25,44

## 電塔
大砲岩正上方，離攀岩岩壁約30公尺處，有台電設立的高壓電塔，連接東南方約一公里處的陽明一次變電所，為連接淡水、北投、陽明山區等地的161千伏（kV）高壓輸電系統的一部分。

## 攀岩

### 大事記
- 日治時1920年代晚期至1930年早期，攀登固定器材及大岩壁攀登器材與技術，在歐洲與英國發明，並傳入美國及日本。
- 1926年成立的台灣山岳會，至晚從1931年開始，即在大砲岩進行攀岩練習，1932年舉辦攀岩講習會[17][10]:52-55[註 3]包括為從事大岩壁攀登遠征的繩索技術演練（指YDS難度六的人工攀登）以及自由攀登（又稱平衡攀登，指YDS難度五）。
- 1936年7月21日台灣山岳會在大砲岩舉行爬岩講習會
- 戰後台灣山岳會的日籍成員陸續離開台灣返回日本，1946年5月，代主席平澤龜一郎將會務及攀登繩索、冰斧移交給台籍會員，仍續稱為台灣山岳會，台籍會員間推選台北市參議會議長周延壽為負責人，8月28日於中山堂舉行改組後的成立大會。戰後初期風雨飄搖、百廢待舉，戒嚴時期人民社團活動處處遭到限制，人民進入山區受到嚴格管制，改組初期只能舉辦台北近郊健行活動，山岳會仍排除萬難持續發展攀岩運動。
- 1942年，留日的台籍人士林淵霖在東京加入武藏山岳會，學習攀岩技術，戰後1946年3月返回台北，與台灣山岳會會員台北巿政府都巿計畫留用日人工程師坂口利夫結伴每月至少兩次在大砲岩進行攀岩訓練。坂口氏回國時將英國山岳會檢定的攀登繩託付給林淵霖，之後林淵霖、李傳旺、余初雄、邱家照等岳友常去大砲岩進行攀岩訓練。林淵霖擔任山岳會的登山指導員，常進行攀岩表演
- 國民政府來台後，台灣各協會皆陸續被改冠名為台灣省，1946年台灣省體育會成立（日治時為台灣體育協會），1950年5月10日台灣山岳會被冠名改組為台灣省體育會山岳協會（但協會內部文件仍持續自稱為台灣山岳協會）
- 1951年10月7日，台灣山岳協會登山指導員林淵霖在大砲岩為台北市新聞記者公會登高會進行攀岩表演，此為台灣戰後最早出現「攀岩」一詞的記載
- 1952年10月31日附屬於國防部總政治部的救國團成立，為使其舉辦的活動能順利進行，動員台灣山岳協會與台電、林務局支援、各級官方與教育等各單位協助，軍方擔任勤務支援並大規模整修道路；1953年由救國團活動的主要成員成立中國青年登山協會以「領導」青年活動，由時任國防部總政治部主任蔣經國擔任名譽會長。當時戒嚴時期，民間團體登山受到嚴格管制，隨後黨、政、軍、警、國營企業及部分學生團體依附於此協會才能辦理登山活動
- 1954年，第九屆台灣省運動會，10月28日台灣山岳協會登山指導員李傳旺、林淵霖、簡進添、賴長壽、曾添財、余初雄、徐金松、蔡禮樂、黃輝世、楊冬（女）等十名登山健將代表台北市在大砲岩表演攀崖技術
- 1956年10月31日，中國青年登山協會動員群眾參加在北投中正嶺（後又改名中正山）舉辦的時任總統「祝壽登山」，並在大砲岩舉行爬岩技術表演助興[12]:3,6
- 1957年6月以前，大砲岩砲管因對準被改名的中正山，被認為大不敬而遭炸毀[10]:130[註 2]
- 1957年，第12屆省運，10月28日台灣山岳協會18位選手在大砲岩進行爬山表演
- 1968年4月，中國青年登山協會在大砲岩進行攀石技能表演。
- 1968年，救國團改組，中國青年登山協會解散。
- 1969年，被解散的中國青年登山協會總幹事韓漪創辦《野外》雜誌，在其鼓勵下，成員張文溪、黃一元、簡正德等10人成立雪岩俱樂部
- 1952年以來，台灣在奧運及其他運動競賽，參賽會籍備受阻撓，[23]1960年代末期處境更加艱難，時任總統指示「發展全民體育」，將原本以台灣為名的各運動協會改以中華全國體育協進會的名義管轄，1969年納入台灣登山團體，原應為一元化領導，10月4日成立中華全國山岳委員會，其成員與台灣山岳協會雷同；在黨政軍高層運作下，又成立第二個全國登山組織，由解散的中國青年登山協會改組，趕在台灣山岳協會改組之前，6月1日成立中華全國登山會。1971年10月25日國民政府被逐出聯合國後，1973年中華全國體育協進會改名為中華民國體育協進會，所有協會再被改冠名為中華民國，[24]3月20日中華全國山岳委員會隨之改為中華民國山岳協會，6月2日中華全國登山會改為中華民國健行登山會。
- 1973年中華民國健行登山會在大砲岩等地舉辦首次的攀岩研習會
- 1976年底中華民國山岳協會及岩雪俱樂部在大砲岩等地舉辦首期的初級攀岩技術訓練班，教練為赴日受訓的賴長壽和郭玉祥，還有攀岩專家鄭明宏、盧俊傑、黃根炎和張袖傑等諸氏
- 1978年，中華民國山岳協會開辦夏季攀岩技術訓練班以攀登大霸尖山峭壁計畫為進行喜馬拉雅遠征計畫的第一步，9月10日在雷霆岩訓練時技術組組長黃根炎墜落意外喪生
- 1978年張文溪發現龍洞岩場並開始開發
- 1980年中華民國山岳協會聘請日、韓攀岩家來台指導攀岩技術
- 1981年5月攀岩者俱樂部成立，由高銘和擔任會長，至1989年每年舉辦攀岩訓練班，教練有高銘和、施志平、鄺錦華、謝徽雄等人
- 1981年底雪岩俱樂部改組為喜馬拉雅俱樂部（中華民國健行登山會設置）
- 1982年5月攀岩者俱樂部於大砲岩舉辦首次全國攀岩觀摩大會
- 當時被台灣攀岩界認為不可能爬上，在遭炸毀砲管遺跡上的路線「陽光懸岩」，由美國人馬耀光爬上並認為其難度為YDS5.8；1982年，施志平、高克維等人首度先後突破大砲岩YDS5.8級路線，此為台灣攀岩界重要的里程碑
- 1982年11月5日建國中學登山社邀請攀岩者俱樂部指導，在大砲岩舉行攀岩訓練班，由施志平、陳啟昱（為建中登山社加入攀岩者俱樂部的成員，曾與同學陳彥融組隊冰雪攀中央尖山北壁技術路線，陳彥融攀登時墜落喪生）、林鴻鈞擔任教練。
- 1983年12月11日攀岩者俱樂部與岩雪俱樂部在大砲岩合辦全國第二屆全國攀岩觀摩大會
- 1986年攀岩者俱樂部加入中華民國山岳協會
- 1986年10月30日全國攀岩觀摩會配合「中正百年紀念」（從此攀岩觀摩會更名為中正杯攀岩賽，之後移到龍洞舉辦），中華民國第一屆國際登山大會合併辦理，有11個國家及地區的32位外籍登山好手，與台灣50餘位山友共同攀登大砲岩。
- 1989年中華山岳協會引入台灣首座商品化的人工岩場，此後攀岩者俱樂部停辦攀岩訓練班
- 1991年，韓國名攀登家朴來慶（ (Park Rae-kyung)，別號Yum Yum）應邀來台教導攀岩技術，並在大砲岩開發多條全新YDS5.12高難度路線[25]:1

大砲岩原為台灣攀岩界發展的重心與高手養成所，自1978年龍洞岩場被發現與開發，1990年代人工岩場在各地興起，進入21世紀，台灣的攀岩重心漸漸轉移到他處，現今仍有高手的移地交叉訓練及攀岩教學在此零星活動。

### 路線
大砲岩的岩壁面對北方，高度將近十公尺，岩面上開發出攀岩路線的範圍由東到西（即攀登者面對岩壁的由左到右）將近百米寬，大部分為垂直岩壁，路線長度約七八公尺高，包括岩面、岩角、內角、煙囪、裂隙等，亦有些困難的懸岩地形、簡單的斜板地形，難度從簡單的YDS5.0分布到最難的5.12d。大砲岩的岩質為火成的安山岩，極為堅硬表面光滑，路線上的手腳點多半極小。由於大砲岩攀岩已有長年的歷史，其路線標示的難度較偏傳統（即當時認為最難的路線仍被標示為YDS5.9或稍後的5.12），與後來發展的現代運動攀登與商業化的人工岩場難度相比較偏硬（即標示相同的難度，爬起來比他處感覺更難），但也有人認為比類似性質小岩點的美國老岩場難度更鬆或類似。本區域各路線難度的訂定是由當時原被台灣攀岩界認為不可能爬上的標竿路線，位在砲管遭炸毀處的「陽光懸岩」，被美國人馬耀光爬上，並認為其難度為YDS5.8，隨後1982年台灣攀岩界施治平、高克維與其他高手們受到鼓舞或刺激也首次突破此難度陸續爬上，於是以此路線的難度YDS5.8為準，陸續訂出其他路線的難度。一般的經驗來說進階者或有資質的初學者可能可以爬上此岩場YDS5.6的路線，相當進階者可能可以爬上5.8的路線。大砲岩的攀登型態，開發早期曾在當時被認為無法爬上的路線演練人工攀登技術；「陽光懸岩」被爬上後，改以自由攀登為主，大多數是從步道（或簡單路線，如大煙囪）登上崖頂，再行走到選定的路線頂端架設固定點進行頂繩攀登；也有一些橫渡抱石路線；也有高手會以抱石（Highball，或無繩徒手）型態攀登，但初來者須注意本區域難度標示等級可能與他處有差距。因路線較短與路線上的岩質固定點難架設，少有人進行先鋒攀登。由於通常並非先鋒攀登，故路線的難度標示會將「5.」省略，以表示並非先鋒攀登的難度。
在攀岩界的努力下，據歷來發表的路線圖，原由高銘和創立的攀岩者俱樂部繪製，隨後由傅抱仁（Paul Foster）標出45條上攀路線，劉乃勳（牛奶）標出78條上攀路線及5條橫渡路線、1993年2月修訂為90條上攀路線及6條橫渡路線，朴來慶（Yum Yum）1994年10月再修訂增為7條橫渡路線，標出99條上攀路線及7條橫渡路線，已開發出上百條的攀登路線。
岩壁的左右方向每約三五米就形成垂直節理，攀登者面對岩壁可由左至右（東到西）大致區分出各攀登區域如下：
- 登頂路：由此可由步道走上岩壁頂端前往各路線架設確保系統，此徑可接石壇山步道
- 第一裂隙
- 南山
- 騎馬
- 梁大隆
- 小平台
- 下降面
- 蘑菇1號
- 高台
- 平衡面
- 初學面
- 大煙囪
- 砲管：大砲岩砲管在1950年代被炸毀後，遺留下來光禿垂直岩壁
  - 左面為陽光面
  - 正面攀岩界稱為「陽光懸岩」，[16]為台灣攀岩進階的啟蒙路線，原被認為不可能爬上，1982年首次有台灣攀岩者在此路線登上YDS5.8，為重要的里程碑，此岩場其他路線的難度都依此為標準訂定
  - 右面為陽光背面
- 十字裂隙
- 飛鳥
- 雙十裂隙
- 雜草區
- 天龍八步
- 金字塔
- 斜板：斜板為初學者路線，其下方為蘑菇2號等困難路線
- 樓梯：由此可由步道走上岩壁頂端前往各路線架設確保系統
- 最後懸岩

### 路線圖
原始的大砲岩攀岩路線圖原由高銘和創立的攀岩者俱樂部繪製，收錄並增修在下列傳世的路線圖中
- [傅抱仁].  (PDF). : 51  [2022-12-30]. （原始内容存档 (PDF)于2022-12-27） （英语）.（標出45條上攀路線）
- 劉乃勳 [牛奶].  (PDF) (报告). 大砲岩路線圖原由攀岩者俱樂部繪製. 台北: 外展登山訓練中心: 26–28. 1993-02  [2022-12-30]. （原始内容存档 (PDF)于2022-12-27）.（標出78條上攀路線及5條橫渡路線，1993年2月修訂為90條上攀路線及6條橫渡路線）
- ／ (Park Rae-kyung)（Yum Yum）; 呂金霙. . . Yama Books 19 初版. 桃園縣龍潭鄉: 鐘郡. 1998-11: 252–257 [大砲岩路線圖原由攀岩者俱樂部繪製 1994-10修訂]. ISBN 957-8966-72-5 （中文及英语）.（標出90條上攀路線及7條橫渡路線）
- Ron Heinsman. . Ron's Climbing Page. 1996-2006  [2022-12-30]. （原始内容存档于2022-12-30） （英语）. （標出99條上攀路線及7條橫渡路線）
- (PDF).   [2022-12-30]. （原始内容存档 (PDF)于2023-01-17）.（標出99條上攀路線）

## 外部連結
- . 國家攝影文化中心·展覽·線上藝廊·百年前的登山打卡·一路上的風景. 圖說／黃鈺翔 策展人／洪廣冀·李旭彬.  [《台灣寫真大觀：編》1934年10月發行，編輯／桑子政彥]. （原始内容存档于2025-07-31）.
- (jpg).  [《台灣寫真大觀：編》1934年10月發行，編輯／桑子政彥]. （原始内容存档于2025-07-31） –國家攝影文化中心·展覽·線上藝廊·百年前的登山打卡·一路上的風景.